# 성소수자 권리운동

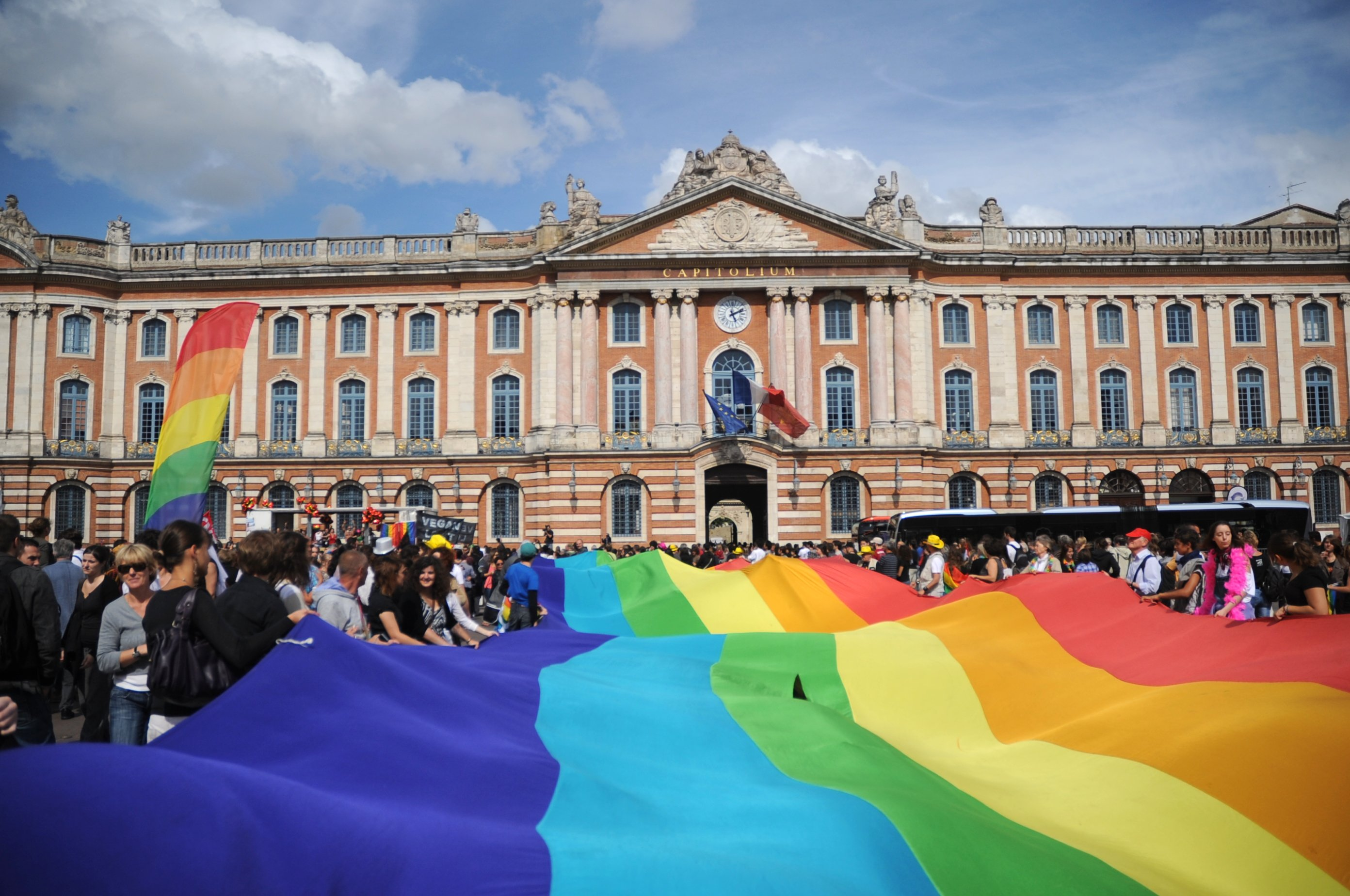

성소수자 권리운동(性少數者權利運動)은 성소수자의 사회적 수용을 목표로 공유하고 개선을 요구하는 행동을 의미한다. 오늘날 성소수자 운동은 정치적 운동과 문화 운동의 광범위, 로비 활동과 시위, 사회 단체의 구축과 커뮤니티가 개최하는 이벤트 지원, 잡지, 영화와 문학, 학술 연구와 저술과 비즈니스 활동 등의 분야에서 조직적으로 이루어지고 있다.

## 청소년
다음은 청소년 성소수자의 인권을 지지하는 단체 및 이와 관련된 활동의 목록들이다.
- 잇 겟츠 베터 프로젝트 - 청소년 성소수자들의 집단 괴롭힘 및 자살에 대응하여 Dan Savage와 그의 파트너 Terry Miller는 청소년 성소수자들을 지지하는 영상을 유튜브에 올렸다.[1] 이것이 시작이 되어서 It Gets Better 운동이 전 세계로 퍼졌고, 총 5만개 이상의 영상이 올라왔다.[2]
- 더 트레버 프로젝트 - Trevor는 영화 제목으로, Trevor라는 이름을 가진 청소년 동성애자의 사랑, 사회의 배제, 자살 시도를 다룬다. 아카데미상을 수상한 이 영화는 미국 전역에 청소년 성소수자를 위한 위기 중재의 필요성을 알리게 되었다. The Trevor Project는 LGBTQ 청소년들에게 위기 중재 및 자살 예방 서비스를 제공한다.[3] 운영하는 프로그램으로는 Trevor Lifeline(위기 중재 및 자살 예방을 위한 24시간 전화 상담), TrevorChat(청소년 성소수자에게 도움을 제공하는 채팅 서비스), TrevorText(문자로 상담사에게 도움을 요청할 수 있는 서비스), Trevor Education(LGBTQ 청소년의 자살 예방 교육을 위한 세미나, 교육, 자료를 제공) 등이 있다.[4]

## 단체
- 잇 겟츠 베터 프로젝트

## 같이 보기
- 인권
- 나라별 법률에 따른 성소수자의 권리
- 대한민국의 성소수자 행사
- 대한민국의 성소수자 목록
- 대한민국의 성소수자
- 대한민국의 성소수자 인권단체
- 국제 성소수자 혐오 반대의 날
- 프라이드 퍼레이드
- 스톤월 항쟁